# غورو تانيجوتشي
غورو تانيجوتشي (谷口 悟朗، Taniguchi Gorō، تاريخ الميلاد 18 أكتوبر 1966) هو مُخرِج، وكَاتب، ومُنتِج أنمي وفنان قصص مصورة ياباني، ومن بين مديري سنرايز المعروفين. وُلِدَ في نيشين، آيتشي، اليابان.

## أعماله

### مسلسلات الأنمي التليفزيونية
- زيتاي موتيكي رايجين-أوه (القصص المصورة، إخراج الحلقات، إنتاج الخلفية؛ 1991)
- غينكي باكوهاتسو غانباروجر (القصص المصورة، إخراج الحلقات؛ 1992)
- نكتسو سايكو غو-سورا (القصص المصورة، إخراج الحلقات؛ 1993)
- المقاتل المتنقل غي غاندام (القصص المصورة، إخراج الحلقات؛ 1994)
- يوينشي جولكيفا (القصص المصورة، إخراج الحلقات؛ 1995)
- أجنحة كاندام (القصص المصورة؛ 1995)
- قيادة داغون الشجاعة (القصص المصورة، إخراج الحلقات 1996)
- بعد الحرب غاندام العاشر (القصص المصورة؛ 1996)
- راعدين الرئيس (القصص المصورة، إخراج الحلقات؛ 1996)
- ملك الشجعان غاوغايغار (القصص المصورة، إخراج الحلقات؛ 1997)
- كوتشيكامي (القصص المصورة؛ 1997)
- غاساراكي (مساعد المخرج، القصص المصورة، إخراج الحلقات؛ 1998)
- ريفيوس اللانهائي (المخرج، القصص المصورة، إخراج الحلقات؛ 1999)
- إس-كري-إد (المخرج، القصص المصورة، إخراج الحلقات؛ 2001)
- دايغوندر (القصص المصورة؛ 2002)
- شينكون جاتاي جودانار: الأول (القصص المصورة للحلقة الثالثة؛ 2003)
- بلانيتيس (المخرج، إدارة القصص المصورة، إخراج الحلقات؛ 2004)
- العسل والبرسيم (القصص المصورة للحلقة الخامسة؛ 2005)
- سيف × بندقية (المخرج، القصص المصورة؛ 2005)
- الصياد (منسق التخطيط؛ 2005)
- كود غياس: تمرد لولوش (المخرج، القصة الأصلية، إدارة القصص المصورة؛ 2006)
- شفرة الخيزران (مظهر الضيف؛ 2007)
- كود غياس: تمرد لولوش الموسم الثاني (المخرج، القصة الأصلية؛ 2008)
- براميل من الحديد (المُنتِج المبدع؛ 2008)
- كلاب: الكلاب الضالة تعوي في الظلام (مساعدة الإنتاج؛ 2009)
- دمية خيالية (المُنتِج المبدع؛ 2013)
- سبيس داندي (القصص المصورة للحلقة السابعة والحلقة الرابعة عشر؛ 2014)
- ماريا: الساحرة العذراء (المخرج؛ 2015)
- أكتيف رايد (المخرج الرئيس؛ 2016)
- آي دي-0 (المخرج؛ 2017)[1]
- ريفيجنز (المخرج؛ 2019)[2]
- باك آرو (المخرج، شريك المنشى؛ 2021)[3]
- سكيت-ليدينغ ستارز (المخرج الرئيس؛ 2021)[4]
- ايستب-لايف (الفكرة الأصلية، الإشراف الإبداعي؛ 2022) [5]

### أفلام الأنمي
- الليث الأبيض (المخرج؛ 2009)
- كود غياس: إعادة بعث لولوش (المخرج؛ 2019)
- ون بيس: ريد (المخرج؛ 2022)[6]
- إيغا إيستب-لايف: طريق المنتقمون (الفكرة الأصلية، المخرج، السيناريو؛ سيُعلن لاحقًا)[5]

### أوفا الأنمي
- ون بيس: اهزم القراصنة جانزاك (المخرج؛ 1998) (إنتاج خاص لجولة أنمي سوبر جمب)
- كنزن شوري داعيطوه (القصص المصورة؛ 2001)

### المانجا
- كود غياس: جيت-بلاك رينيا (النص الأصلي 2010–2013)[7]
- أترايل - نيسيكاويتيكي نيشيجو تو سينميتسو إليمينت (النص الأصلي؛ 2015–2018)

### ألعاب الفيديو
- إيستب-لايف: ذكريات الوحدة (الفكرة الأصلية، الإشراف الإبداعي؛ سيُعلن لاحقًا)[5]

## روابط خارجية
غورو تانيجوتشي على موقع IMDb (الإنجليزية)
- غورو تانيجوتشي على موقع ألو سيني (الفرنسية)
- غورو تانيجوتشي على موقع ميوزك برينز (الإنجليزية)
- غورو تانيجوتشي على موقع قاعدة بيانات الفيلم (الإنجليزية)
- غورو تانيجوتشي على موقع كينوبويسك (الروسية)
- غورو تانيجوتشي على موقع ANN manga (الإنجليزية)